# Division II i ishockey 1971-72
Division II i ishockey 1971-72 var turneringen for mandlige ishockeyhold i den næstbedste række i det svenske ligasystem. Turneringen havde deltagelse af 80 hold, der spillede om 2-4 oprykningspladser til Division I, og om at undgå 14 nedrykningspladser til Division III.
Holdene var inddelt i fire regioner med 20 hold i hver: nord, øst, vest og syd. I alle fire regioner var holdene inddelt i to puljer med ti hold, og i hver pulje spillede holdene en dobbeltturnering alle-mod-alle. De otte puljevindere gik videre til kvalifikationen til Division I, mens de 1-2 dårligste hold i hver pulje blev rykket ned i Division III. I kvalifikationen til Division I fik de otte puljevindere selskab af to hold fra Division I, og de ti hold blev inddelt i to nye puljer med fem hold i hver, som begge spillede en dobbeltturnering alle-mod-alle. I hver af de to puljer var der to pladser til den følgende sæson i Division I på spil.
To hold fra Division II rykkede op i Division I:
- Skellefteå AIK, der vandt Division II Nord A, og som endte på førstepladsen i Kvalifikation til Division I Nord.
- Västerås IK, der vandt Division II Vest A, og som endte på førstepladsen i Kvalifikation til Division I Syd.

Derudover sikrede MoDo AIK og Mora IK sig endnu en sæson i Division I ved at slutte på andenpladserne i de to kvalifikationspuljer.

## Division II

### Hold
Division II havde deltagelse af 80 klubber, hvilket var samme antal som i den foregående sæson. Blandt deltagerne var:
- 4 klubber, der var rykket ned fra Division I: Fagersta AIK, Heffners/Ortvikens IF, Skellefteå AIK og Västerås IK.
- 16 klubber, der var rykket op fra Division III: BK Remo, FSR Mölndal, Gävle Godtemplares IK, Hemsta IF, HV71, IFK Kristinehamn, IK Skäret, IK Westmannia, Kvarnsvedens GoIF, Mariestad BoIS, Munksund/Skuthamns SK, Nordingrå SK, Oskarshamns AIK, Stocksunds IF, Spånga IS og Västerviks IK.

Siden den foregående sæson var der endvidere sket følgende ændringer:
- Östers IF havde fusioneret med Växjö IK, og den nye forening, Växjö HC, overtog Östers IF's plads i Division II.

Klubberne var inddelt i fire regioner med 20 hold i hver, og i hver region var klubberne inddelt i to puljer med 10 hold i hver pulje. De otte puljevindere gik videre til kvalifikationen til Division I.
| Hold i Division II 1971-72 | Hold i Division II 1971-72 | Hold i Division II 1971-72 | Hold i Division II 1971-72 | Boden Clemensnäs Rönnskär IFK Kiruna Kiruna AIF Luleå Medle Munksund/Skuthamn Piteå Skellefteå Granö Heffners/Ortviken Järved KB 65 Nordingrå Sollefteå Teg Tunadal Örnsköldsvik Östersund Bollnäs Falun Gävle Godtemplare Hemsta Hofors Kvarnsved. Ljusne Malung Storvik Strömsbro Almtuna Remo Väsby Cobran, Göta, Hammarby, Huddinge, Spånga, Stocksund og Traneberg Avesta Enköping Fagersta Guldsmedshytte Lindesb. Westman. Ludvika Skultuna Säter Västerås Borås Deje Forshaga Grums Kristinehamn Mariestad Mölndal Skövde Tibro Vasa Kenty Boro/ Landsbro Linden HV71 IFK/IKS Nyköping Tranås Vimmerby Västervik Örebro Gislaved Halmstad Troja Skäret Malmö Oskarshamn Nybro Skillingaryd Tyringe Växjö |
| Hold                       | By                         | Hold                       | By                         | Boden Clemensnäs Rönnskär IFK Kiruna Kiruna AIF Luleå Medle Munksund/Skuthamn Piteå Skellefteå Granö Heffners/Ortviken Järved KB 65 Nordingrå Sollefteå Teg Tunadal Örnsköldsvik Östersund Bollnäs Falun Gävle Godtemplare Hemsta Hofors Kvarnsved. Ljusne Malung Storvik Strömsbro Almtuna Remo Väsby Cobran, Göta, Hammarby, Huddinge, Spånga, Stocksund og Traneberg Avesta Enköping Fagersta Guldsmedshytte Lindesb. Westman. Ludvika Skultuna Säter Västerås Borås Deje Forshaga Grums Kristinehamn Mariestad Mölndal Skövde Tibro Vasa Kenty Boro/ Landsbro Linden HV71 IFK/IKS Nyköping Tranås Vimmerby Västervik Örebro Gislaved Halmstad Troja Skäret Malmö Oskarshamn Nybro Skillingaryd Tyringe Växjö |
| Nord                       |                            |                            |                            | Boden Clemensnäs Rönnskär IFK Kiruna Kiruna AIF Luleå Medle Munksund/Skuthamn Piteå Skellefteå Granö Heffners/Ortviken Järved KB 65 Nordingrå Sollefteå Teg Tunadal Örnsköldsvik Östersund Bollnäs Falun Gävle Godtemplare Hemsta Hofors Kvarnsved. Ljusne Malung Storvik Strömsbro Almtuna Remo Väsby Cobran, Göta, Hammarby, Huddinge, Spånga, Stocksund og Traneberg Avesta Enköping Fagersta Guldsmedshytte Lindesb. Westman. Ludvika Skultuna Säter Västerås Borås Deje Forshaga Grums Kristinehamn Mariestad Mölndal Skövde Tibro Vasa Kenty Boro/ Landsbro Linden HV71 IFK/IKS Nyköping Tranås Vimmerby Västervik Örebro Gislaved Halmstad Troja Skäret Malmö Oskarshamn Nybro Skillingaryd Tyringe Växjö |
| Division II Nord A         | Division II Nord A         | Division II Nord B         | Division II Nord B         | Boden Clemensnäs Rönnskär IFK Kiruna Kiruna AIF Luleå Medle Munksund/Skuthamn Piteå Skellefteå Granö Heffners/Ortviken Järved KB 65 Nordingrå Sollefteå Teg Tunadal Örnsköldsvik Östersund Bollnäs Falun Gävle Godtemplare Hemsta Hofors Kvarnsved. Ljusne Malung Storvik Strömsbro Almtuna Remo Väsby Cobran, Göta, Hammarby, Huddinge, Spånga, Stocksund og Traneberg Avesta Enköping Fagersta Guldsmedshytte Lindesb. Westman. Ludvika Skultuna Säter Västerås Borås Deje Forshaga Grums Kristinehamn Mariestad Mölndal Skövde Tibro Vasa Kenty Boro/ Landsbro Linden HV71 IFK/IKS Nyköping Tranås Vimmerby Västervik Örebro Gislaved Halmstad Troja Skäret Malmö Oskarshamn Nybro Skillingaryd Tyringe Växjö |
| Bodens BK                  | Boden                      | Granö IF                   | Granö                      | Boden Clemensnäs Rönnskär IFK Kiruna Kiruna AIF Luleå Medle Munksund/Skuthamn Piteå Skellefteå Granö Heffners/Ortviken Järved KB 65 Nordingrå Sollefteå Teg Tunadal Örnsköldsvik Östersund Bollnäs Falun Gävle Godtemplare Hemsta Hofors Kvarnsved. Ljusne Malung Storvik Strömsbro Almtuna Remo Väsby Cobran, Göta, Hammarby, Huddinge, Spånga, Stocksund og Traneberg Avesta Enköping Fagersta Guldsmedshytte Lindesb. Westman. Ludvika Skultuna Säter Västerås Borås Deje Forshaga Grums Kristinehamn Mariestad Mölndal Skövde Tibro Vasa Kenty Boro/ Landsbro Linden HV71 IFK/IKS Nyköping Tranås Vimmerby Västervik Örebro Gislaved Halmstad Troja Skäret Malmö Oskarshamn Nybro Skillingaryd Tyringe Växjö |
| Clemensnäs IF              | Ursviken                   | Heffners/Ortvikens IF      | Sundsvall                  | Boden Clemensnäs Rönnskär IFK Kiruna Kiruna AIF Luleå Medle Munksund/Skuthamn Piteå Skellefteå Granö Heffners/Ortviken Järved KB 65 Nordingrå Sollefteå Teg Tunadal Örnsköldsvik Östersund Bollnäs Falun Gävle Godtemplare Hemsta Hofors Kvarnsved. Ljusne Malung Storvik Strömsbro Almtuna Remo Väsby Cobran, Göta, Hammarby, Huddinge, Spånga, Stocksund og Traneberg Avesta Enköping Fagersta Guldsmedshytte Lindesb. Westman. Ludvika Skultuna Säter Västerås Borås Deje Forshaga Grums Kristinehamn Mariestad Mölndal Skövde Tibro Vasa Kenty Boro/ Landsbro Linden HV71 IFK/IKS Nyköping Tranås Vimmerby Västervik Örebro Gislaved Halmstad Troja Skäret Malmö Oskarshamn Nybro Skillingaryd Tyringe Växjö |
| IFK Kiruna                 | Kiruna                     | Järveds IF                 | Örnsköldsvik               | Boden Clemensnäs Rönnskär IFK Kiruna Kiruna AIF Luleå Medle Munksund/Skuthamn Piteå Skellefteå Granö Heffners/Ortviken Järved KB 65 Nordingrå Sollefteå Teg Tunadal Örnsköldsvik Östersund Bollnäs Falun Gävle Godtemplare Hemsta Hofors Kvarnsved. Ljusne Malung Storvik Strömsbro Almtuna Remo Väsby Cobran, Göta, Hammarby, Huddinge, Spånga, Stocksund og Traneberg Avesta Enköping Fagersta Guldsmedshytte Lindesb. Westman. Ludvika Skultuna Säter Västerås Borås Deje Forshaga Grums Kristinehamn Mariestad Mölndal Skövde Tibro Vasa Kenty Boro/ Landsbro Linden HV71 IFK/IKS Nyköping Tranås Vimmerby Västervik Örebro Gislaved Halmstad Troja Skäret Malmö Oskarshamn Nybro Skillingaryd Tyringe Växjö |
| IFK Luleå                  | Luleå                      | KB 65                      | Bjästa                     | Boden Clemensnäs Rönnskär IFK Kiruna Kiruna AIF Luleå Medle Munksund/Skuthamn Piteå Skellefteå Granö Heffners/Ortviken Järved KB 65 Nordingrå Sollefteå Teg Tunadal Örnsköldsvik Östersund Bollnäs Falun Gävle Godtemplare Hemsta Hofors Kvarnsved. Ljusne Malung Storvik Strömsbro Almtuna Remo Väsby Cobran, Göta, Hammarby, Huddinge, Spånga, Stocksund og Traneberg Avesta Enköping Fagersta Guldsmedshytte Lindesb. Westman. Ludvika Skultuna Säter Västerås Borås Deje Forshaga Grums Kristinehamn Mariestad Mölndal Skövde Tibro Vasa Kenty Boro/ Landsbro Linden HV71 IFK/IKS Nyköping Tranås Vimmerby Västervik Örebro Gislaved Halmstad Troja Skäret Malmö Oskarshamn Nybro Skillingaryd Tyringe Växjö |
| Kiruna AIF                 | Kiruna                     | Nordingrå SK               | Nordingrå                  | Boden Clemensnäs Rönnskär IFK Kiruna Kiruna AIF Luleå Medle Munksund/Skuthamn Piteå Skellefteå Granö Heffners/Ortviken Järved KB 65 Nordingrå Sollefteå Teg Tunadal Örnsköldsvik Östersund Bollnäs Falun Gävle Godtemplare Hemsta Hofors Kvarnsved. Ljusne Malung Storvik Strömsbro Almtuna Remo Väsby Cobran, Göta, Hammarby, Huddinge, Spånga, Stocksund og Traneberg Avesta Enköping Fagersta Guldsmedshytte Lindesb. Westman. Ludvika Skultuna Säter Västerås Borås Deje Forshaga Grums Kristinehamn Mariestad Mölndal Skövde Tibro Vasa Kenty Boro/ Landsbro Linden HV71 IFK/IKS Nyköping Tranås Vimmerby Västervik Örebro Gislaved Halmstad Troja Skäret Malmö Oskarshamn Nybro Skillingaryd Tyringe Växjö |
| Medle SK                   | Medle                      | Sollefteå IK               | Sollefteå                  | Boden Clemensnäs Rönnskär IFK Kiruna Kiruna AIF Luleå Medle Munksund/Skuthamn Piteå Skellefteå Granö Heffners/Ortviken Järved KB 65 Nordingrå Sollefteå Teg Tunadal Örnsköldsvik Östersund Bollnäs Falun Gävle Godtemplare Hemsta Hofors Kvarnsved. Ljusne Malung Storvik Strömsbro Almtuna Remo Väsby Cobran, Göta, Hammarby, Huddinge, Spånga, Stocksund og Traneberg Avesta Enköping Fagersta Guldsmedshytte Lindesb. Westman. Ludvika Skultuna Säter Västerås Borås Deje Forshaga Grums Kristinehamn Mariestad Mölndal Skövde Tibro Vasa Kenty Boro/ Landsbro Linden HV71 IFK/IKS Nyköping Tranås Vimmerby Västervik Örebro Gislaved Halmstad Troja Skäret Malmö Oskarshamn Nybro Skillingaryd Tyringe Växjö |
| Munksund/Skuthamns SK      | Piteå                      | Tegs SK                    | Umeå                       | Boden Clemensnäs Rönnskär IFK Kiruna Kiruna AIF Luleå Medle Munksund/Skuthamn Piteå Skellefteå Granö Heffners/Ortviken Järved KB 65 Nordingrå Sollefteå Teg Tunadal Örnsköldsvik Östersund Bollnäs Falun Gävle Godtemplare Hemsta Hofors Kvarnsved. Ljusne Malung Storvik Strömsbro Almtuna Remo Väsby Cobran, Göta, Hammarby, Huddinge, Spånga, Stocksund og Traneberg Avesta Enköping Fagersta Guldsmedshytte Lindesb. Westman. Ludvika Skultuna Säter Västerås Borås Deje Forshaga Grums Kristinehamn Mariestad Mölndal Skövde Tibro Vasa Kenty Boro/ Landsbro Linden HV71 IFK/IKS Nyköping Tranås Vimmerby Västervik Örebro Gislaved Halmstad Troja Skäret Malmö Oskarshamn Nybro Skillingaryd Tyringe Växjö |
| Piteå IF                   | Piteå                      | Tunadals IF                | Sundsvall                  | Boden Clemensnäs Rönnskär IFK Kiruna Kiruna AIF Luleå Medle Munksund/Skuthamn Piteå Skellefteå Granö Heffners/Ortviken Järved KB 65 Nordingrå Sollefteå Teg Tunadal Örnsköldsvik Östersund Bollnäs Falun Gävle Godtemplare Hemsta Hofors Kvarnsved. Ljusne Malung Storvik Strömsbro Almtuna Remo Väsby Cobran, Göta, Hammarby, Huddinge, Spånga, Stocksund og Traneberg Avesta Enköping Fagersta Guldsmedshytte Lindesb. Westman. Ludvika Skultuna Säter Västerås Borås Deje Forshaga Grums Kristinehamn Mariestad Mölndal Skövde Tibro Vasa Kenty Boro/ Landsbro Linden HV71 IFK/IKS Nyköping Tranås Vimmerby Västervik Örebro Gislaved Halmstad Troja Skäret Malmö Oskarshamn Nybro Skillingaryd Tyringe Växjö |
| Rönnskärs IF               | Skelleftehamn              | Örnsköldsviks SK           | Örnsköldsvik               | Boden Clemensnäs Rönnskär IFK Kiruna Kiruna AIF Luleå Medle Munksund/Skuthamn Piteå Skellefteå Granö Heffners/Ortviken Järved KB 65 Nordingrå Sollefteå Teg Tunadal Örnsköldsvik Östersund Bollnäs Falun Gävle Godtemplare Hemsta Hofors Kvarnsved. Ljusne Malung Storvik Strömsbro Almtuna Remo Väsby Cobran, Göta, Hammarby, Huddinge, Spånga, Stocksund og Traneberg Avesta Enköping Fagersta Guldsmedshytte Lindesb. Westman. Ludvika Skultuna Säter Västerås Borås Deje Forshaga Grums Kristinehamn Mariestad Mölndal Skövde Tibro Vasa Kenty Boro/ Landsbro Linden HV71 IFK/IKS Nyköping Tranås Vimmerby Västervik Örebro Gislaved Halmstad Troja Skäret Malmö Oskarshamn Nybro Skillingaryd Tyringe Växjö |
| Skellefteå AIK             | Skellefteå                 | Östersunds IK              | Östersund                  | Boden Clemensnäs Rönnskär IFK Kiruna Kiruna AIF Luleå Medle Munksund/Skuthamn Piteå Skellefteå Granö Heffners/Ortviken Järved KB 65 Nordingrå Sollefteå Teg Tunadal Örnsköldsvik Östersund Bollnäs Falun Gävle Godtemplare Hemsta Hofors Kvarnsved. Ljusne Malung Storvik Strömsbro Almtuna Remo Väsby Cobran, Göta, Hammarby, Huddinge, Spånga, Stocksund og Traneberg Avesta Enköping Fagersta Guldsmedshytte Lindesb. Westman. Ludvika Skultuna Säter Västerås Borås Deje Forshaga Grums Kristinehamn Mariestad Mölndal Skövde Tibro Vasa Kenty Boro/ Landsbro Linden HV71 IFK/IKS Nyköping Tranås Vimmerby Västervik Örebro Gislaved Halmstad Troja Skäret Malmö Oskarshamn Nybro Skillingaryd Tyringe Växjö |
| Øst                        |                            |                            |                            | Boden Clemensnäs Rönnskär IFK Kiruna Kiruna AIF Luleå Medle Munksund/Skuthamn Piteå Skellefteå Granö Heffners/Ortviken Järved KB 65 Nordingrå Sollefteå Teg Tunadal Örnsköldsvik Östersund Bollnäs Falun Gävle Godtemplare Hemsta Hofors Kvarnsved. Ljusne Malung Storvik Strömsbro Almtuna Remo Väsby Cobran, Göta, Hammarby, Huddinge, Spånga, Stocksund og Traneberg Avesta Enköping Fagersta Guldsmedshytte Lindesb. Westman. Ludvika Skultuna Säter Västerås Borås Deje Forshaga Grums Kristinehamn Mariestad Mölndal Skövde Tibro Vasa Kenty Boro/ Landsbro Linden HV71 IFK/IKS Nyköping Tranås Vimmerby Västervik Örebro Gislaved Halmstad Troja Skäret Malmö Oskarshamn Nybro Skillingaryd Tyringe Växjö |
| Division II Øst A          | Division II Øst A          | Division II Øst B          | Division II Øst B          | Boden Clemensnäs Rönnskär IFK Kiruna Kiruna AIF Luleå Medle Munksund/Skuthamn Piteå Skellefteå Granö Heffners/Ortviken Järved KB 65 Nordingrå Sollefteå Teg Tunadal Örnsköldsvik Östersund Bollnäs Falun Gävle Godtemplare Hemsta Hofors Kvarnsved. Ljusne Malung Storvik Strömsbro Almtuna Remo Väsby Cobran, Göta, Hammarby, Huddinge, Spånga, Stocksund og Traneberg Avesta Enköping Fagersta Guldsmedshytte Lindesb. Westman. Ludvika Skultuna Säter Västerås Borås Deje Forshaga Grums Kristinehamn Mariestad Mölndal Skövde Tibro Vasa Kenty Boro/ Landsbro Linden HV71 IFK/IKS Nyköping Tranås Vimmerby Västervik Örebro Gislaved Halmstad Troja Skäret Malmö Oskarshamn Nybro Skillingaryd Tyringe Växjö |
| Bollnäs IS                 | Bollnäs                    | Almtuna IS                 | Uppsala                    | Boden Clemensnäs Rönnskär IFK Kiruna Kiruna AIF Luleå Medle Munksund/Skuthamn Piteå Skellefteå Granö Heffners/Ortviken Järved KB 65 Nordingrå Sollefteå Teg Tunadal Örnsköldsvik Östersund Bollnäs Falun Gävle Godtemplare Hemsta Hofors Kvarnsved. Ljusne Malung Storvik Strömsbro Almtuna Remo Väsby Cobran, Göta, Hammarby, Huddinge, Spånga, Stocksund og Traneberg Avesta Enköping Fagersta Guldsmedshytte Lindesb. Westman. Ludvika Skultuna Säter Västerås Borås Deje Forshaga Grums Kristinehamn Mariestad Mölndal Skövde Tibro Vasa Kenty Boro/ Landsbro Linden HV71 IFK/IKS Nyköping Tranås Vimmerby Västervik Örebro Gislaved Halmstad Troja Skäret Malmö Oskarshamn Nybro Skillingaryd Tyringe Växjö |
| Falu IF                    | Falun                      | BK Remo                    | Södertälje                 | Boden Clemensnäs Rönnskär IFK Kiruna Kiruna AIF Luleå Medle Munksund/Skuthamn Piteå Skellefteå Granö Heffners/Ortviken Järved KB 65 Nordingrå Sollefteå Teg Tunadal Örnsköldsvik Östersund Bollnäs Falun Gävle Godtemplare Hemsta Hofors Kvarnsved. Ljusne Malung Storvik Strömsbro Almtuna Remo Väsby Cobran, Göta, Hammarby, Huddinge, Spånga, Stocksund og Traneberg Avesta Enköping Fagersta Guldsmedshytte Lindesb. Westman. Ludvika Skultuna Säter Västerås Borås Deje Forshaga Grums Kristinehamn Mariestad Mölndal Skövde Tibro Vasa Kenty Boro/ Landsbro Linden HV71 IFK/IKS Nyköping Tranås Vimmerby Västervik Örebro Gislaved Halmstad Troja Skäret Malmö Oskarshamn Nybro Skillingaryd Tyringe Växjö |
| Gävle Godtemplares IK      | Gävle                      | Hammarby IF                | Stockholm                  | Boden Clemensnäs Rönnskär IFK Kiruna Kiruna AIF Luleå Medle Munksund/Skuthamn Piteå Skellefteå Granö Heffners/Ortviken Järved KB 65 Nordingrå Sollefteå Teg Tunadal Örnsköldsvik Östersund Bollnäs Falun Gävle Godtemplare Hemsta Hofors Kvarnsved. Ljusne Malung Storvik Strömsbro Almtuna Remo Väsby Cobran, Göta, Hammarby, Huddinge, Spånga, Stocksund og Traneberg Avesta Enköping Fagersta Guldsmedshytte Lindesb. Westman. Ludvika Skultuna Säter Västerås Borås Deje Forshaga Grums Kristinehamn Mariestad Mölndal Skövde Tibro Vasa Kenty Boro/ Landsbro Linden HV71 IFK/IKS Nyköping Tranås Vimmerby Västervik Örebro Gislaved Halmstad Troja Skäret Malmö Oskarshamn Nybro Skillingaryd Tyringe Växjö |
| Hemsta IF                  | Gävle                      | Huddinge IK                | Stockholm                  | Boden Clemensnäs Rönnskär IFK Kiruna Kiruna AIF Luleå Medle Munksund/Skuthamn Piteå Skellefteå Granö Heffners/Ortviken Järved KB 65 Nordingrå Sollefteå Teg Tunadal Örnsköldsvik Östersund Bollnäs Falun Gävle Godtemplare Hemsta Hofors Kvarnsved. Ljusne Malung Storvik Strömsbro Almtuna Remo Väsby Cobran, Göta, Hammarby, Huddinge, Spånga, Stocksund og Traneberg Avesta Enköping Fagersta Guldsmedshytte Lindesb. Westman. Ludvika Skultuna Säter Västerås Borås Deje Forshaga Grums Kristinehamn Mariestad Mölndal Skövde Tibro Vasa Kenty Boro/ Landsbro Linden HV71 IFK/IKS Nyköping Tranås Vimmerby Västervik Örebro Gislaved Halmstad Troja Skäret Malmö Oskarshamn Nybro Skillingaryd Tyringe Växjö |
| Hofors IK                  | Hofors                     | IF Cobran                  | Stockholm                  | Boden Clemensnäs Rönnskär IFK Kiruna Kiruna AIF Luleå Medle Munksund/Skuthamn Piteå Skellefteå Granö Heffners/Ortviken Järved KB 65 Nordingrå Sollefteå Teg Tunadal Örnsköldsvik Östersund Bollnäs Falun Gävle Godtemplare Hemsta Hofors Kvarnsved. Ljusne Malung Storvik Strömsbro Almtuna Remo Väsby Cobran, Göta, Hammarby, Huddinge, Spånga, Stocksund og Traneberg Avesta Enköping Fagersta Guldsmedshytte Lindesb. Westman. Ludvika Skultuna Säter Västerås Borås Deje Forshaga Grums Kristinehamn Mariestad Mölndal Skövde Tibro Vasa Kenty Boro/ Landsbro Linden HV71 IFK/IKS Nyköping Tranås Vimmerby Västervik Örebro Gislaved Halmstad Troja Skäret Malmö Oskarshamn Nybro Skillingaryd Tyringe Växjö |
| Kvarnsveden GoIF           | Borlänge                   | IK Göta                    | Stockholm                  | Boden Clemensnäs Rönnskär IFK Kiruna Kiruna AIF Luleå Medle Munksund/Skuthamn Piteå Skellefteå Granö Heffners/Ortviken Järved KB 65 Nordingrå Sollefteå Teg Tunadal Örnsköldsvik Östersund Bollnäs Falun Gävle Godtemplare Hemsta Hofors Kvarnsved. Ljusne Malung Storvik Strömsbro Almtuna Remo Väsby Cobran, Göta, Hammarby, Huddinge, Spånga, Stocksund og Traneberg Avesta Enköping Fagersta Guldsmedshytte Lindesb. Westman. Ludvika Skultuna Säter Västerås Borås Deje Forshaga Grums Kristinehamn Mariestad Mölndal Skövde Tibro Vasa Kenty Boro/ Landsbro Linden HV71 IFK/IKS Nyköping Tranås Vimmerby Västervik Örebro Gislaved Halmstad Troja Skäret Malmö Oskarshamn Nybro Skillingaryd Tyringe Växjö |
| Ljusne AIK                 | Ljusne                     | Spånga IS                  | Stockholm                  | Boden Clemensnäs Rönnskär IFK Kiruna Kiruna AIF Luleå Medle Munksund/Skuthamn Piteå Skellefteå Granö Heffners/Ortviken Järved KB 65 Nordingrå Sollefteå Teg Tunadal Örnsköldsvik Östersund Bollnäs Falun Gävle Godtemplare Hemsta Hofors Kvarnsved. Ljusne Malung Storvik Strömsbro Almtuna Remo Väsby Cobran, Göta, Hammarby, Huddinge, Spånga, Stocksund og Traneberg Avesta Enköping Fagersta Guldsmedshytte Lindesb. Westman. Ludvika Skultuna Säter Västerås Borås Deje Forshaga Grums Kristinehamn Mariestad Mölndal Skövde Tibro Vasa Kenty Boro/ Landsbro Linden HV71 IFK/IKS Nyköping Tranås Vimmerby Västervik Örebro Gislaved Halmstad Troja Skäret Malmö Oskarshamn Nybro Skillingaryd Tyringe Växjö |
| Malungs IF                 | Malung                     | Stocksunds IF              | Stockholm                  | Boden Clemensnäs Rönnskär IFK Kiruna Kiruna AIF Luleå Medle Munksund/Skuthamn Piteå Skellefteå Granö Heffners/Ortviken Järved KB 65 Nordingrå Sollefteå Teg Tunadal Örnsköldsvik Östersund Bollnäs Falun Gävle Godtemplare Hemsta Hofors Kvarnsved. Ljusne Malung Storvik Strömsbro Almtuna Remo Väsby Cobran, Göta, Hammarby, Huddinge, Spånga, Stocksund og Traneberg Avesta Enköping Fagersta Guldsmedshytte Lindesb. Westman. Ludvika Skultuna Säter Västerås Borås Deje Forshaga Grums Kristinehamn Mariestad Mölndal Skövde Tibro Vasa Kenty Boro/ Landsbro Linden HV71 IFK/IKS Nyköping Tranås Vimmerby Västervik Örebro Gislaved Halmstad Troja Skäret Malmö Oskarshamn Nybro Skillingaryd Tyringe Växjö |
| Storviks IF                | Storvik                    | Tranebergs IF              | Stockholm                  | Boden Clemensnäs Rönnskär IFK Kiruna Kiruna AIF Luleå Medle Munksund/Skuthamn Piteå Skellefteå Granö Heffners/Ortviken Järved KB 65 Nordingrå Sollefteå Teg Tunadal Örnsköldsvik Östersund Bollnäs Falun Gävle Godtemplare Hemsta Hofors Kvarnsved. Ljusne Malung Storvik Strömsbro Almtuna Remo Väsby Cobran, Göta, Hammarby, Huddinge, Spånga, Stocksund og Traneberg Avesta Enköping Fagersta Guldsmedshytte Lindesb. Westman. Ludvika Skultuna Säter Västerås Borås Deje Forshaga Grums Kristinehamn Mariestad Mölndal Skövde Tibro Vasa Kenty Boro/ Landsbro Linden HV71 IFK/IKS Nyköping Tranås Vimmerby Västervik Örebro Gislaved Halmstad Troja Skäret Malmö Oskarshamn Nybro Skillingaryd Tyringe Växjö |
| Strömsbro IF               | Gävle                      | Väsby IK                   | Upplands Väsby             | Boden Clemensnäs Rönnskär IFK Kiruna Kiruna AIF Luleå Medle Munksund/Skuthamn Piteå Skellefteå Granö Heffners/Ortviken Järved KB 65 Nordingrå Sollefteå Teg Tunadal Örnsköldsvik Östersund Bollnäs Falun Gävle Godtemplare Hemsta Hofors Kvarnsved. Ljusne Malung Storvik Strömsbro Almtuna Remo Väsby Cobran, Göta, Hammarby, Huddinge, Spånga, Stocksund og Traneberg Avesta Enköping Fagersta Guldsmedshytte Lindesb. Westman. Ludvika Skultuna Säter Västerås Borås Deje Forshaga Grums Kristinehamn Mariestad Mölndal Skövde Tibro Vasa Kenty Boro/ Landsbro Linden HV71 IFK/IKS Nyköping Tranås Vimmerby Västervik Örebro Gislaved Halmstad Troja Skäret Malmö Oskarshamn Nybro Skillingaryd Tyringe Växjö |
| Vest                       |                            |                            |                            | Boden Clemensnäs Rönnskär IFK Kiruna Kiruna AIF Luleå Medle Munksund/Skuthamn Piteå Skellefteå Granö Heffners/Ortviken Järved KB 65 Nordingrå Sollefteå Teg Tunadal Örnsköldsvik Östersund Bollnäs Falun Gävle Godtemplare Hemsta Hofors Kvarnsved. Ljusne Malung Storvik Strömsbro Almtuna Remo Väsby Cobran, Göta, Hammarby, Huddinge, Spånga, Stocksund og Traneberg Avesta Enköping Fagersta Guldsmedshytte Lindesb. Westman. Ludvika Skultuna Säter Västerås Borås Deje Forshaga Grums Kristinehamn Mariestad Mölndal Skövde Tibro Vasa Kenty Boro/ Landsbro Linden HV71 IFK/IKS Nyköping Tranås Vimmerby Västervik Örebro Gislaved Halmstad Troja Skäret Malmö Oskarshamn Nybro Skillingaryd Tyringe Växjö |
| Division II Vest A         | Division II Vest A         | Division II Vest B         | Division II Vest B         | Boden Clemensnäs Rönnskär IFK Kiruna Kiruna AIF Luleå Medle Munksund/Skuthamn Piteå Skellefteå Granö Heffners/Ortviken Järved KB 65 Nordingrå Sollefteå Teg Tunadal Örnsköldsvik Östersund Bollnäs Falun Gävle Godtemplare Hemsta Hofors Kvarnsved. Ljusne Malung Storvik Strömsbro Almtuna Remo Väsby Cobran, Göta, Hammarby, Huddinge, Spånga, Stocksund og Traneberg Avesta Enköping Fagersta Guldsmedshytte Lindesb. Westman. Ludvika Skultuna Säter Västerås Borås Deje Forshaga Grums Kristinehamn Mariestad Mölndal Skövde Tibro Vasa Kenty Boro/ Landsbro Linden HV71 IFK/IKS Nyköping Tranås Vimmerby Västervik Örebro Gislaved Halmstad Troja Skäret Malmö Oskarshamn Nybro Skillingaryd Tyringe Växjö |
| Avesta BK                  | Avesta                     | Borås HC                   | Borås                      | Boden Clemensnäs Rönnskär IFK Kiruna Kiruna AIF Luleå Medle Munksund/Skuthamn Piteå Skellefteå Granö Heffners/Ortviken Järved KB 65 Nordingrå Sollefteå Teg Tunadal Örnsköldsvik Östersund Bollnäs Falun Gävle Godtemplare Hemsta Hofors Kvarnsved. Ljusne Malung Storvik Strömsbro Almtuna Remo Väsby Cobran, Göta, Hammarby, Huddinge, Spånga, Stocksund og Traneberg Avesta Enköping Fagersta Guldsmedshytte Lindesb. Westman. Ludvika Skultuna Säter Västerås Borås Deje Forshaga Grums Kristinehamn Mariestad Mölndal Skövde Tibro Vasa Kenty Boro/ Landsbro Linden HV71 IFK/IKS Nyköping Tranås Vimmerby Västervik Örebro Gislaved Halmstad Troja Skäret Malmö Oskarshamn Nybro Skillingaryd Tyringe Växjö |
| Enköpings SK               | Enköping                   | Deje IK                    | Deje                       | Boden Clemensnäs Rönnskär IFK Kiruna Kiruna AIF Luleå Medle Munksund/Skuthamn Piteå Skellefteå Granö Heffners/Ortviken Järved KB 65 Nordingrå Sollefteå Teg Tunadal Örnsköldsvik Östersund Bollnäs Falun Gävle Godtemplare Hemsta Hofors Kvarnsved. Ljusne Malung Storvik Strömsbro Almtuna Remo Väsby Cobran, Göta, Hammarby, Huddinge, Spånga, Stocksund og Traneberg Avesta Enköping Fagersta Guldsmedshytte Lindesb. Westman. Ludvika Skultuna Säter Västerås Borås Deje Forshaga Grums Kristinehamn Mariestad Mölndal Skövde Tibro Vasa Kenty Boro/ Landsbro Linden HV71 IFK/IKS Nyköping Tranås Vimmerby Västervik Örebro Gislaved Halmstad Troja Skäret Malmö Oskarshamn Nybro Skillingaryd Tyringe Växjö |
| Fagersta AIK               | Fagersta                   | Forshaga IF                | Forshaga                   | Boden Clemensnäs Rönnskär IFK Kiruna Kiruna AIF Luleå Medle Munksund/Skuthamn Piteå Skellefteå Granö Heffners/Ortviken Järved KB 65 Nordingrå Sollefteå Teg Tunadal Örnsköldsvik Östersund Bollnäs Falun Gävle Godtemplare Hemsta Hofors Kvarnsved. Ljusne Malung Storvik Strömsbro Almtuna Remo Väsby Cobran, Göta, Hammarby, Huddinge, Spånga, Stocksund og Traneberg Avesta Enköping Fagersta Guldsmedshytte Lindesb. Westman. Ludvika Skultuna Säter Västerås Borås Deje Forshaga Grums Kristinehamn Mariestad Mölndal Skövde Tibro Vasa Kenty Boro/ Landsbro Linden HV71 IFK/IKS Nyköping Tranås Vimmerby Västervik Örebro Gislaved Halmstad Troja Skäret Malmö Oskarshamn Nybro Skillingaryd Tyringe Växjö |
| Guldsmedshytte SK          | Storå                      | FSR Mölndal                | Göteborg                   | Boden Clemensnäs Rönnskär IFK Kiruna Kiruna AIF Luleå Medle Munksund/Skuthamn Piteå Skellefteå Granö Heffners/Ortviken Järved KB 65 Nordingrå Sollefteå Teg Tunadal Örnsköldsvik Östersund Bollnäs Falun Gävle Godtemplare Hemsta Hofors Kvarnsved. Ljusne Malung Storvik Strömsbro Almtuna Remo Väsby Cobran, Göta, Hammarby, Huddinge, Spånga, Stocksund og Traneberg Avesta Enköping Fagersta Guldsmedshytte Lindesb. Westman. Ludvika Skultuna Säter Västerås Borås Deje Forshaga Grums Kristinehamn Mariestad Mölndal Skövde Tibro Vasa Kenty Boro/ Landsbro Linden HV71 IFK/IKS Nyköping Tranås Vimmerby Västervik Örebro Gislaved Halmstad Troja Skäret Malmö Oskarshamn Nybro Skillingaryd Tyringe Växjö |
| IFK Lindesberg             | Lindesberg                 | Grums IK                   | Grums                      | Boden Clemensnäs Rönnskär IFK Kiruna Kiruna AIF Luleå Medle Munksund/Skuthamn Piteå Skellefteå Granö Heffners/Ortviken Järved KB 65 Nordingrå Sollefteå Teg Tunadal Örnsköldsvik Östersund Bollnäs Falun Gävle Godtemplare Hemsta Hofors Kvarnsved. Ljusne Malung Storvik Strömsbro Almtuna Remo Väsby Cobran, Göta, Hammarby, Huddinge, Spånga, Stocksund og Traneberg Avesta Enköping Fagersta Guldsmedshytte Lindesb. Westman. Ludvika Skultuna Säter Västerås Borås Deje Forshaga Grums Kristinehamn Mariestad Mölndal Skövde Tibro Vasa Kenty Boro/ Landsbro Linden HV71 IFK/IKS Nyköping Tranås Vimmerby Västervik Örebro Gislaved Halmstad Troja Skäret Malmö Oskarshamn Nybro Skillingaryd Tyringe Växjö |
| IK Westmannia              | Köping                     | IFK Kristinehamn           | Kristinehamn               | Boden Clemensnäs Rönnskär IFK Kiruna Kiruna AIF Luleå Medle Munksund/Skuthamn Piteå Skellefteå Granö Heffners/Ortviken Järved KB 65 Nordingrå Sollefteå Teg Tunadal Örnsköldsvik Östersund Bollnäs Falun Gävle Godtemplare Hemsta Hofors Kvarnsved. Ljusne Malung Storvik Strömsbro Almtuna Remo Väsby Cobran, Göta, Hammarby, Huddinge, Spånga, Stocksund og Traneberg Avesta Enköping Fagersta Guldsmedshytte Lindesb. Westman. Ludvika Skultuna Säter Västerås Borås Deje Forshaga Grums Kristinehamn Mariestad Mölndal Skövde Tibro Vasa Kenty Boro/ Landsbro Linden HV71 IFK/IKS Nyköping Tranås Vimmerby Västervik Örebro Gislaved Halmstad Troja Skäret Malmö Oskarshamn Nybro Skillingaryd Tyringe Växjö |
| Ludvika FFI                | Ludvika                    | Mariestad BoIS             | Mariestad                  | Boden Clemensnäs Rönnskär IFK Kiruna Kiruna AIF Luleå Medle Munksund/Skuthamn Piteå Skellefteå Granö Heffners/Ortviken Järved KB 65 Nordingrå Sollefteå Teg Tunadal Örnsköldsvik Östersund Bollnäs Falun Gävle Godtemplare Hemsta Hofors Kvarnsved. Ljusne Malung Storvik Strömsbro Almtuna Remo Väsby Cobran, Göta, Hammarby, Huddinge, Spånga, Stocksund og Traneberg Avesta Enköping Fagersta Guldsmedshytte Lindesb. Westman. Ludvika Skultuna Säter Västerås Borås Deje Forshaga Grums Kristinehamn Mariestad Mölndal Skövde Tibro Vasa Kenty Boro/ Landsbro Linden HV71 IFK/IKS Nyköping Tranås Vimmerby Västervik Örebro Gislaved Halmstad Troja Skäret Malmö Oskarshamn Nybro Skillingaryd Tyringe Växjö |
| Skultuna IS                | Skultuna                   | Skövde IK                  | Skövde                     | Boden Clemensnäs Rönnskär IFK Kiruna Kiruna AIF Luleå Medle Munksund/Skuthamn Piteå Skellefteå Granö Heffners/Ortviken Järved KB 65 Nordingrå Sollefteå Teg Tunadal Örnsköldsvik Östersund Bollnäs Falun Gävle Godtemplare Hemsta Hofors Kvarnsved. Ljusne Malung Storvik Strömsbro Almtuna Remo Väsby Cobran, Göta, Hammarby, Huddinge, Spånga, Stocksund og Traneberg Avesta Enköping Fagersta Guldsmedshytte Lindesb. Westman. Ludvika Skultuna Säter Västerås Borås Deje Forshaga Grums Kristinehamn Mariestad Mölndal Skövde Tibro Vasa Kenty Boro/ Landsbro Linden HV71 IFK/IKS Nyköping Tranås Vimmerby Västervik Örebro Gislaved Halmstad Troja Skäret Malmö Oskarshamn Nybro Skillingaryd Tyringe Växjö |
| Säters IF                  | Säter                      | Tibro IK                   | Tibro                      | Boden Clemensnäs Rönnskär IFK Kiruna Kiruna AIF Luleå Medle Munksund/Skuthamn Piteå Skellefteå Granö Heffners/Ortviken Järved KB 65 Nordingrå Sollefteå Teg Tunadal Örnsköldsvik Östersund Bollnäs Falun Gävle Godtemplare Hemsta Hofors Kvarnsved. Ljusne Malung Storvik Strömsbro Almtuna Remo Väsby Cobran, Göta, Hammarby, Huddinge, Spånga, Stocksund og Traneberg Avesta Enköping Fagersta Guldsmedshytte Lindesb. Westman. Ludvika Skultuna Säter Västerås Borås Deje Forshaga Grums Kristinehamn Mariestad Mölndal Skövde Tibro Vasa Kenty Boro/ Landsbro Linden HV71 IFK/IKS Nyköping Tranås Vimmerby Västervik Örebro Gislaved Halmstad Troja Skäret Malmö Oskarshamn Nybro Skillingaryd Tyringe Växjö |
| Västerås IK                | Västerås                   | Vasa HC                    | Göteborg                   | Boden Clemensnäs Rönnskär IFK Kiruna Kiruna AIF Luleå Medle Munksund/Skuthamn Piteå Skellefteå Granö Heffners/Ortviken Järved KB 65 Nordingrå Sollefteå Teg Tunadal Örnsköldsvik Östersund Bollnäs Falun Gävle Godtemplare Hemsta Hofors Kvarnsved. Ljusne Malung Storvik Strömsbro Almtuna Remo Väsby Cobran, Göta, Hammarby, Huddinge, Spånga, Stocksund og Traneberg Avesta Enköping Fagersta Guldsmedshytte Lindesb. Westman. Ludvika Skultuna Säter Västerås Borås Deje Forshaga Grums Kristinehamn Mariestad Mölndal Skövde Tibro Vasa Kenty Boro/ Landsbro Linden HV71 IFK/IKS Nyköping Tranås Vimmerby Västervik Örebro Gislaved Halmstad Troja Skäret Malmö Oskarshamn Nybro Skillingaryd Tyringe Växjö |
| Syd                        |                            |                            |                            | Boden Clemensnäs Rönnskär IFK Kiruna Kiruna AIF Luleå Medle Munksund/Skuthamn Piteå Skellefteå Granö Heffners/Ortviken Järved KB 65 Nordingrå Sollefteå Teg Tunadal Örnsköldsvik Östersund Bollnäs Falun Gävle Godtemplare Hemsta Hofors Kvarnsved. Ljusne Malung Storvik Strömsbro Almtuna Remo Väsby Cobran, Göta, Hammarby, Huddinge, Spånga, Stocksund og Traneberg Avesta Enköping Fagersta Guldsmedshytte Lindesb. Westman. Ludvika Skultuna Säter Västerås Borås Deje Forshaga Grums Kristinehamn Mariestad Mölndal Skövde Tibro Vasa Kenty Boro/ Landsbro Linden HV71 IFK/IKS Nyköping Tranås Vimmerby Västervik Örebro Gislaved Halmstad Troja Skäret Malmö Oskarshamn Nybro Skillingaryd Tyringe Växjö |
| Division II Syd A          | Division II Syd A          | Division II Syd B          | Division II Syd B          | Boden Clemensnäs Rönnskär IFK Kiruna Kiruna AIF Luleå Medle Munksund/Skuthamn Piteå Skellefteå Granö Heffners/Ortviken Järved KB 65 Nordingrå Sollefteå Teg Tunadal Örnsköldsvik Östersund Bollnäs Falun Gävle Godtemplare Hemsta Hofors Kvarnsved. Ljusne Malung Storvik Strömsbro Almtuna Remo Väsby Cobran, Göta, Hammarby, Huddinge, Spånga, Stocksund og Traneberg Avesta Enköping Fagersta Guldsmedshytte Lindesb. Westman. Ludvika Skultuna Säter Västerås Borås Deje Forshaga Grums Kristinehamn Mariestad Mölndal Skövde Tibro Vasa Kenty Boro/ Landsbro Linden HV71 IFK/IKS Nyköping Tranås Vimmerby Västervik Örebro Gislaved Halmstad Troja Skäret Malmö Oskarshamn Nybro Skillingaryd Tyringe Växjö |
| BK Kenty                   | Linköping                  | Gislaveds SK               | Gislaved                   | Boden Clemensnäs Rönnskär IFK Kiruna Kiruna AIF Luleå Medle Munksund/Skuthamn Piteå Skellefteå Granö Heffners/Ortviken Järved KB 65 Nordingrå Sollefteå Teg Tunadal Örnsköldsvik Östersund Bollnäs Falun Gävle Godtemplare Hemsta Hofors Kvarnsved. Ljusne Malung Storvik Strömsbro Almtuna Remo Väsby Cobran, Göta, Hammarby, Huddinge, Spånga, Stocksund og Traneberg Avesta Enköping Fagersta Guldsmedshytte Lindesb. Westman. Ludvika Skultuna Säter Västerås Borås Deje Forshaga Grums Kristinehamn Mariestad Mölndal Skövde Tibro Vasa Kenty Boro/ Landsbro Linden HV71 IFK/IKS Nyköping Tranås Vimmerby Västervik Örebro Gislaved Halmstad Troja Skäret Malmö Oskarshamn Nybro Skillingaryd Tyringe Växjö |
| Boro/Landsbro IF           | Landsbro                   | Halmstads HK               | Halmstad                   | Boden Clemensnäs Rönnskär IFK Kiruna Kiruna AIF Luleå Medle Munksund/Skuthamn Piteå Skellefteå Granö Heffners/Ortviken Järved KB 65 Nordingrå Sollefteå Teg Tunadal Örnsköldsvik Östersund Bollnäs Falun Gävle Godtemplare Hemsta Hofors Kvarnsved. Ljusne Malung Storvik Strömsbro Almtuna Remo Väsby Cobran, Göta, Hammarby, Huddinge, Spånga, Stocksund og Traneberg Avesta Enköping Fagersta Guldsmedshytte Lindesb. Westman. Ludvika Skultuna Säter Västerås Borås Deje Forshaga Grums Kristinehamn Mariestad Mölndal Skövde Tibro Vasa Kenty Boro/ Landsbro Linden HV71 IFK/IKS Nyköping Tranås Vimmerby Västervik Örebro Gislaved Halmstad Troja Skäret Malmö Oskarshamn Nybro Skillingaryd Tyringe Växjö |
| GoIF Linden                | Eskilstuna                 | IF Troja                   | Ljungby                    | Boden Clemensnäs Rönnskär IFK Kiruna Kiruna AIF Luleå Medle Munksund/Skuthamn Piteå Skellefteå Granö Heffners/Ortviken Järved KB 65 Nordingrå Sollefteå Teg Tunadal Örnsköldsvik Östersund Bollnäs Falun Gävle Godtemplare Hemsta Hofors Kvarnsved. Ljusne Malung Storvik Strömsbro Almtuna Remo Väsby Cobran, Göta, Hammarby, Huddinge, Spånga, Stocksund og Traneberg Avesta Enköping Fagersta Guldsmedshytte Lindesb. Westman. Ludvika Skultuna Säter Västerås Borås Deje Forshaga Grums Kristinehamn Mariestad Mölndal Skövde Tibro Vasa Kenty Boro/ Landsbro Linden HV71 IFK/IKS Nyköping Tranås Vimmerby Västervik Örebro Gislaved Halmstad Troja Skäret Malmö Oskarshamn Nybro Skillingaryd Tyringe Växjö |
| HV71                       | Jönköping                  | IK Skäret                  | Limhamn                    | Boden Clemensnäs Rönnskär IFK Kiruna Kiruna AIF Luleå Medle Munksund/Skuthamn Piteå Skellefteå Granö Heffners/Ortviken Järved KB 65 Nordingrå Sollefteå Teg Tunadal Örnsköldsvik Östersund Bollnäs Falun Gävle Godtemplare Hemsta Hofors Kvarnsved. Ljusne Malung Storvik Strömsbro Almtuna Remo Väsby Cobran, Göta, Hammarby, Huddinge, Spånga, Stocksund og Traneberg Avesta Enköping Fagersta Guldsmedshytte Lindesb. Westman. Ludvika Skultuna Säter Västerås Borås Deje Forshaga Grums Kristinehamn Mariestad Mölndal Skövde Tibro Vasa Kenty Boro/ Landsbro Linden HV71 IFK/IKS Nyköping Tranås Vimmerby Västervik Örebro Gislaved Halmstad Troja Skäret Malmö Oskarshamn Nybro Skillingaryd Tyringe Växjö |
| IK IFK/IKS                 | Norrköping                 | Malmö FF                   | Malmö                      | Boden Clemensnäs Rönnskär IFK Kiruna Kiruna AIF Luleå Medle Munksund/Skuthamn Piteå Skellefteå Granö Heffners/Ortviken Järved KB 65 Nordingrå Sollefteå Teg Tunadal Örnsköldsvik Östersund Bollnäs Falun Gävle Godtemplare Hemsta Hofors Kvarnsved. Ljusne Malung Storvik Strömsbro Almtuna Remo Väsby Cobran, Göta, Hammarby, Huddinge, Spånga, Stocksund og Traneberg Avesta Enköping Fagersta Guldsmedshytte Lindesb. Westman. Ludvika Skultuna Säter Västerås Borås Deje Forshaga Grums Kristinehamn Mariestad Mölndal Skövde Tibro Vasa Kenty Boro/ Landsbro Linden HV71 IFK/IKS Nyköping Tranås Vimmerby Västervik Örebro Gislaved Halmstad Troja Skäret Malmö Oskarshamn Nybro Skillingaryd Tyringe Växjö |
| Nyköpings BIS              | Nyköping                   | Nybro IF                   | Nybro                      | Boden Clemensnäs Rönnskär IFK Kiruna Kiruna AIF Luleå Medle Munksund/Skuthamn Piteå Skellefteå Granö Heffners/Ortviken Järved KB 65 Nordingrå Sollefteå Teg Tunadal Örnsköldsvik Östersund Bollnäs Falun Gävle Godtemplare Hemsta Hofors Kvarnsved. Ljusne Malung Storvik Strömsbro Almtuna Remo Väsby Cobran, Göta, Hammarby, Huddinge, Spånga, Stocksund og Traneberg Avesta Enköping Fagersta Guldsmedshytte Lindesb. Westman. Ludvika Skultuna Säter Västerås Borås Deje Forshaga Grums Kristinehamn Mariestad Mölndal Skövde Tibro Vasa Kenty Boro/ Landsbro Linden HV71 IFK/IKS Nyköping Tranås Vimmerby Västervik Örebro Gislaved Halmstad Troja Skäret Malmö Oskarshamn Nybro Skillingaryd Tyringe Växjö |
| Tranås AIF                 | Tranås                     | Oskarshamns AIK            | Oskarshamn                 | Boden Clemensnäs Rönnskär IFK Kiruna Kiruna AIF Luleå Medle Munksund/Skuthamn Piteå Skellefteå Granö Heffners/Ortviken Järved KB 65 Nordingrå Sollefteå Teg Tunadal Örnsköldsvik Östersund Bollnäs Falun Gävle Godtemplare Hemsta Hofors Kvarnsved. Ljusne Malung Storvik Strömsbro Almtuna Remo Väsby Cobran, Göta, Hammarby, Huddinge, Spånga, Stocksund og Traneberg Avesta Enköping Fagersta Guldsmedshytte Lindesb. Westman. Ludvika Skultuna Säter Västerås Borås Deje Forshaga Grums Kristinehamn Mariestad Mölndal Skövde Tibro Vasa Kenty Boro/ Landsbro Linden HV71 IFK/IKS Nyköping Tranås Vimmerby Västervik Örebro Gislaved Halmstad Troja Skäret Malmö Oskarshamn Nybro Skillingaryd Tyringe Växjö |
| Vimmerby IF                | Vimmerby                   | Skillingaryds IS           | Skillingaryd               | Boden Clemensnäs Rönnskär IFK Kiruna Kiruna AIF Luleå Medle Munksund/Skuthamn Piteå Skellefteå Granö Heffners/Ortviken Järved KB 65 Nordingrå Sollefteå Teg Tunadal Örnsköldsvik Östersund Bollnäs Falun Gävle Godtemplare Hemsta Hofors Kvarnsved. Ljusne Malung Storvik Strömsbro Almtuna Remo Väsby Cobran, Göta, Hammarby, Huddinge, Spånga, Stocksund og Traneberg Avesta Enköping Fagersta Guldsmedshytte Lindesb. Westman. Ludvika Skultuna Säter Västerås Borås Deje Forshaga Grums Kristinehamn Mariestad Mölndal Skövde Tibro Vasa Kenty Boro/ Landsbro Linden HV71 IFK/IKS Nyköping Tranås Vimmerby Västervik Örebro Gislaved Halmstad Troja Skäret Malmö Oskarshamn Nybro Skillingaryd Tyringe Växjö |
| Västerviks IK              | Västervik                  | Tyringe SoSS               | Tyringe                    | Boden Clemensnäs Rönnskär IFK Kiruna Kiruna AIF Luleå Medle Munksund/Skuthamn Piteå Skellefteå Granö Heffners/Ortviken Järved KB 65 Nordingrå Sollefteå Teg Tunadal Örnsköldsvik Östersund Bollnäs Falun Gävle Godtemplare Hemsta Hofors Kvarnsved. Ljusne Malung Storvik Strömsbro Almtuna Remo Väsby Cobran, Göta, Hammarby, Huddinge, Spånga, Stocksund og Traneberg Avesta Enköping Fagersta Guldsmedshytte Lindesb. Westman. Ludvika Skultuna Säter Västerås Borås Deje Forshaga Grums Kristinehamn Mariestad Mölndal Skövde Tibro Vasa Kenty Boro/ Landsbro Linden HV71 IFK/IKS Nyköping Tranås Vimmerby Västervik Örebro Gislaved Halmstad Troja Skäret Malmö Oskarshamn Nybro Skillingaryd Tyringe Växjö |
| Örebro SK                  | Örebro                     | Växjö HC                   | Växjö                      | Boden Clemensnäs Rönnskär IFK Kiruna Kiruna AIF Luleå Medle Munksund/Skuthamn Piteå Skellefteå Granö Heffners/Ortviken Järved KB 65 Nordingrå Sollefteå Teg Tunadal Örnsköldsvik Östersund Bollnäs Falun Gävle Godtemplare Hemsta Hofors Kvarnsved. Ljusne Malung Storvik Strömsbro Almtuna Remo Väsby Cobran, Göta, Hammarby, Huddinge, Spånga, Stocksund og Traneberg Avesta Enköping Fagersta Guldsmedshytte Lindesb. Westman. Ludvika Skultuna Säter Västerås Borås Deje Forshaga Grums Kristinehamn Mariestad Mölndal Skövde Tibro Vasa Kenty Boro/ Landsbro Linden HV71 IFK/IKS Nyköping Tranås Vimmerby Västervik Örebro Gislaved Halmstad Troja Skäret Malmö Oskarshamn Nybro Skillingaryd Tyringe Växjö |

### Division II Nord A
| \| Nr \| Hold \| K \| V \| U \| T \| Mf \| \| Mi \| +/- \| P \| \| -- \| ------------------------- \| -- \| -- \| - \| -- \| --- \| - \| --- \| ---- \| ------------------------------------- \| \| 1 \| Skellefteå AIK (N) \| 18 \| 16 \| 2 \| 0 \| 142 \| – \| 56 \| +86 \| 34Oprykningsspil \| \| 2 \| Kiruna AIF \| 18 \| 10 \| 1 \| 7 \| 110 \| – \| 77 \| +33 \| 21 \| \| 3 \| Bodens BK \| 18 \| 10 \| 1 \| 7 \| 91 \| – \| 80 \| +11 \| 21 \| \| 4 \| Piteå IF \| 18 \| 9 \| 2 \| 7 \| 90 \| – \| 85 \| +5 \| 20 \| \| 5 \| IFK Luleå \| 18 \| 9 \| 1 \| 8 \| 96 \| – \| 81 \| +15 \| 19 \| \| 6 \| Medle SK \| 18 \| 9 \| 1 \| 8 \| 67 \| – \| 81 \| −14 \| 19 \| \| 7 \| Rönnskärs IF \| 18 \| 8 \| 1 \| 9 \| 85 \| – \| 78 \| +7 \| 17 \| \| 8 \| Clemensnäs IF \| 18 \| 7 \| 2 \| 9 \| 81 \| – \| 79 \| +2 \| 16 \| \| 9 \| IFK Kiruna \| 18 \| 5 \| 2 \| 11 \| 75 \| – \| 93 \| −18 \| 12Nedrykning til Division III 1972-73 \| \| 10 \| Munksund/Skuthamns SK (O) \| 18 \| 0 \| 1 \| 17 \| 40 \| – \| 167 \| −127 \| 1Nedrykning til Division III 1972-73 \| K: Kampe spillet, V: Vundne kampe, U: Uafgjorte kampe, T: Tabte kampe, Mf: Mål for, Mi: Mål imod, +/-: Måldifference, P: Point |                           |    |    |   |    |     |   |     |      |                                       |
| Nr | Hold                      | K  | V  | U | T  | Mf  |   | Mi  | +/-  | P                                     |
| 1 | Skellefteå AIK (N)        | 18 | 16 | 2 | 0  | 142 | – | 56  | +86  | 34Oprykningsspil                      |
| 2 | Kiruna AIF                | 18 | 10 | 1 | 7  | 110 | – | 77  | +33  | 21                                    |
| 3 | Bodens BK                 | 18 | 10 | 1 | 7  | 91  | – | 80  | +11  | 21                                    |
| 4 | Piteå IF                  | 18 | 9  | 2 | 7  | 90  | – | 85  | +5   | 20                                    |
| 5 | IFK Luleå                 | 18 | 9  | 1 | 8  | 96  | – | 81  | +15  | 19                                    |
| 6 | Medle SK                  | 18 | 9  | 1 | 8  | 67  | – | 81  | −14  | 19                                    |
| 7 | Rönnskärs IF              | 18 | 8  | 1 | 9  | 85  | – | 78  | +7   | 17                                    |
| 8 | Clemensnäs IF             | 18 | 7  | 2 | 9  | 81  | – | 79  | +2   | 16                                    |
| 9 | IFK Kiruna                | 18 | 5  | 2 | 11 | 75  | – | 93  | −18  | 12Nedrykning til Division III 1972-73 |
| 10 | Munksund/Skuthamns SK (O) | 18 | 0  | 1 | 17 | 40  | – | 167 | −127 | 1Nedrykning til Division III 1972-73  |

### Division II Nord B
| \| Nr \| Hold \| K \| V \| U \| T \| Mf \| \| Mi \| +/- \| P \| \| -- \| ------------------------- \| -- \| -- \| - \| -- \| --- \| - \| --- \| --- \| ------------------------------------ \| \| 1 \| Tegs SK \| 18 \| 15 \| 1 \| 2 \| 116 \| – \| 41 \| +75 \| 31Oprykningsspil \| \| 2 \| Heffners/Ortvikens IF (N) \| 18 \| 14 \| 2 \| 2 \| 119 \| – \| 50 \| +69 \| 30 \| \| 3 \| Tunadals IF \| 18 \| 12 \| 1 \| 5 \| 85 \| – \| 64 \| +21 \| 25 \| \| 4 \| Östersunds IK \| 18 \| 11 \| 0 \| 7 \| 89 \| – \| 76 \| +13 \| 22 \| \| 5 \| Granö IF \| 18 \| 8 \| 1 \| 9 \| 71 \| – \| 71 \| 0 \| 17 \| \| 6 \| Järveds IF \| 18 \| 6 \| 2 \| 10 \| 69 \| – \| 82 \| −13 \| 14 \| \| 7 \| Örnsköldsviks SK \| 18 \| 5 \| 3 \| 10 \| 43 \| – \| 58 \| −15 \| 13 \| \| 8 \| Nordingrå SK (O) \| 18 \| 5 \| 1 \| 12 \| 54 \| – \| 105 \| −51 \| 11 \| \| 9 \| Sollefteå IK \| 18 \| 4 \| 1 \| 13 \| 47 \| – \| 95 \| −48 \| 9 \| \| 10 \| KB 65 \| 18 \| 3 \| 2 \| 13 \| 49 \| – \| 100 \| −51 \| 8Nedrykning til Division III 1972-73 \| K: Kampe spillet, V: Vundne kampe, U: Uafgjorte kampe, T: Tabte kampe, Mf: Mål for, Mi: Mål imod, +/-: Måldifference, P: Point |                           |    |    |   |    |     |   |     |     |                                      |
| Nr | Hold                      | K  | V  | U | T  | Mf  |   | Mi  | +/- | P                                    |
| 1 | Tegs SK                   | 18 | 15 | 1 | 2  | 116 | – | 41  | +75 | 31Oprykningsspil                     |
| 2 | Heffners/Ortvikens IF (N) | 18 | 14 | 2 | 2  | 119 | – | 50  | +69 | 30                                   |
| 3 | Tunadals IF               | 18 | 12 | 1 | 5  | 85  | – | 64  | +21 | 25                                   |
| 4 | Östersunds IK             | 18 | 11 | 0 | 7  | 89  | – | 76  | +13 | 22                                   |
| 5 | Granö IF                  | 18 | 8  | 1 | 9  | 71  | – | 71  | 0   | 17                                   |
| 6 | Järveds IF                | 18 | 6  | 2 | 10 | 69  | – | 82  | −13 | 14                                   |
| 7 | Örnsköldsviks SK          | 18 | 5  | 3 | 10 | 43  | – | 58  | −15 | 13                                   |
| 8 | Nordingrå SK (O)          | 18 | 5  | 1 | 12 | 54  | – | 105 | −51 | 11                                   |
| 9 | Sollefteå IK              | 18 | 4  | 1 | 13 | 47  | – | 95  | −48 | 9                                    |
| 10 | KB 65                     | 18 | 3  | 2 | 13 | 49  | – | 100 | −51 | 8Nedrykning til Division III 1972-73 |

### Division II Øst A
| \| Nr \| Hold \| K \| V \| U \| T \| Mf \| \| Mi \| +/- \| P \| \| -- \| ------------------------- \| -- \| -- \| - \| -- \| --- \| - \| --- \| ---- \| ------------------------------------ \| \| 1 \| Strömsbro IF \| 18 \| 15 \| 1 \| 2 \| 149 \| – \| 56 \| +93 \| 31Oprykningsspil \| \| 2 \| Bollnäs IS \| 18 \| 13 \| 2 \| 3 \| 109 \| – \| 50 \| +59 \| 28 \| \| 3 \| Malungs IF \| 18 \| 12 \| 1 \| 5 \| 91 \| – \| 67 \| +24 \| 25 \| \| 4 \| Falu IF \| 18 \| 10 \| 3 \| 5 \| 71 \| – \| 57 \| +14 \| 23 \| \| 5 \| Hofors IK \| 18 \| 10 \| 1 \| 7 \| 113 \| – \| 86 \| +27 \| 21 \| \| 6 \| Gävle Godtemplares IK (O) \| 18 \| 8 \| 3 \| 7 \| 100 \| – \| 74 \| +26 \| 19 \| \| 7 \| Ljusne AIK \| 18 \| 6 \| 1 \| 11 \| 97 \| – \| 100 \| −3 \| 13 \| \| 8 \| Storviks IF \| 18 \| 4 \| 1 \| 13 \| 63 \| – \| 130 \| −67 \| 9 \| \| 9 \| Hemsta IF (O) \| 18 \| 2 \| 2 \| 14 \| 63 \| – \| 163 \| −100 \| 6Nedrykning til Division III 1972-73 \| \| 10 \| Kvarnsveden GoIF (O) \| 18 \| 2 \| 1 \| 15 \| 71 \| – \| 144 \| −73 \| 5Nedrykning til Division III 1972-73 \| K: Kampe spillet, V: Vundne kampe, U: Uafgjorte kampe, T: Tabte kampe, Mf: Mål for, Mi: Mål imod, +/-: Måldifference, P: Point |                           |    |    |   |    |     |   |     |      |                                      |
| Nr | Hold                      | K  | V  | U | T  | Mf  |   | Mi  | +/-  | P                                    |
| 1 | Strömsbro IF              | 18 | 15 | 1 | 2  | 149 | – | 56  | +93  | 31Oprykningsspil                     |
| 2 | Bollnäs IS                | 18 | 13 | 2 | 3  | 109 | – | 50  | +59  | 28                                   |
| 3 | Malungs IF                | 18 | 12 | 1 | 5  | 91  | – | 67  | +24  | 25                                   |
| 4 | Falu IF                   | 18 | 10 | 3 | 5  | 71  | – | 57  | +14  | 23                                   |
| 5 | Hofors IK                 | 18 | 10 | 1 | 7  | 113 | – | 86  | +27  | 21                                   |
| 6 | Gävle Godtemplares IK (O) | 18 | 8  | 3 | 7  | 100 | – | 74  | +26  | 19                                   |
| 7 | Ljusne AIK                | 18 | 6  | 1 | 11 | 97  | – | 100 | −3   | 13                                   |
| 8 | Storviks IF               | 18 | 4  | 1 | 13 | 63  | – | 130 | −67  | 9                                    |
| 9 | Hemsta IF (O)             | 18 | 2  | 2 | 14 | 63  | – | 163 | −100 | 6Nedrykning til Division III 1972-73 |
| 10 | Kvarnsveden GoIF (O)      | 18 | 2  | 1 | 15 | 71  | – | 144 | −73  | 5Nedrykning til Division III 1972-73 |

### Division II Øst B
| \| Nr \| Hold \| K \| V \| U \| T \| Mf \| \| Mi \| +/- \| P \| \| -- \| ----------------- \| -- \| -- \| - \| -- \| --- \| - \| --- \| --- \| ------------------------------------ \| \| 1 \| Almtuna IS \| 18 \| 10 \| 7 \| 1 \| 113 \| – \| 57 \| +56 \| 27Oprykningsspil \| \| 2 \| BK Remo (O) \| 18 \| 12 \| 1 \| 5 \| 88 \| – \| 55 \| +33 \| 25 \| \| 3 \| Hammarby IF \| 18 \| 8 \| 7 \| 3 \| 88 \| – \| 57 \| +31 \| 23 \| \| 4 \| Huddinge IK \| 18 \| 9 \| 5 \| 4 \| 81 \| – \| 51 \| +30 \| 23 \| \| 5 \| Väsby IK \| 18 \| 9 \| 4 \| 5 \| 61 \| – \| 40 \| +21 \| 22 \| \| 6 \| IK Göta \| 18 \| 8 \| 3 \| 7 \| 65 \| – \| 75 \| −10 \| 19 \| \| 7 \| Tranebergs IF \| 18 \| 6 \| 4 \| 8 \| 62 \| – \| 75 \| −13 \| 16 \| \| 8 \| Stocksunds IF (O) \| 18 \| 6 \| 1 \| 11 \| 55 \| – \| 99 \| −44 \| 13 \| \| 9 \| IF Cobran \| 18 \| 2 \| 2 \| 14 \| 51 \| – \| 79 \| −28 \| 6Nedrykning til Division III 1972-73 \| \| 10 \| Spånga IS (O) \| 18 \| 2 \| 2 \| 14 \| 50 \| – \| 126 \| −76 \| 6Nedrykning til Division III 1972-73 \| K: Kampe spillet, V: Vundne kampe, U: Uafgjorte kampe, T: Tabte kampe, Mf: Mål for, Mi: Mål imod, +/-: Måldifference, P: Point |                   |    |    |   |    |     |   |     |     |                                      |
| Nr | Hold              | K  | V  | U | T  | Mf  |   | Mi  | +/- | P                                    |
| 1 | Almtuna IS        | 18 | 10 | 7 | 1  | 113 | – | 57  | +56 | 27Oprykningsspil                     |
| 2 | BK Remo (O)       | 18 | 12 | 1 | 5  | 88  | – | 55  | +33 | 25                                   |
| 3 | Hammarby IF       | 18 | 8  | 7 | 3  | 88  | – | 57  | +31 | 23                                   |
| 4 | Huddinge IK       | 18 | 9  | 5 | 4  | 81  | – | 51  | +30 | 23                                   |
| 5 | Väsby IK          | 18 | 9  | 4 | 5  | 61  | – | 40  | +21 | 22                                   |
| 6 | IK Göta           | 18 | 8  | 3 | 7  | 65  | – | 75  | −10 | 19                                   |
| 7 | Tranebergs IF     | 18 | 6  | 4 | 8  | 62  | – | 75  | −13 | 16                                   |
| 8 | Stocksunds IF (O) | 18 | 6  | 1 | 11 | 55  | – | 99  | −44 | 13                                   |
| 9 | IF Cobran         | 18 | 2  | 2 | 14 | 51  | – | 79  | −28 | 6Nedrykning til Division III 1972-73 |
| 10 | Spånga IS (O)     | 18 | 2  | 2 | 14 | 50  | – | 126 | −76 | 6Nedrykning til Division III 1972-73 |

### Division II Vest A
| \| Nr \| Hold \| K \| V \| U \| T \| Mf \| \| Mi \| +/- \| P \| \| -- \| ----------------- \| -- \| -- \| - \| -- \| --- \| - \| --- \| ---- \| ------------------------------------- \| \| 1 \| Västerås IK (N) \| 18 \| 17 \| 0 \| 1 \| 135 \| – \| 31 \| +104 \| 34Oprykningsspil \| \| 2 \| Fagersta AIK (N) \| 18 \| 12 \| 1 \| 5 \| 111 \| – \| 66 \| +45 \| 25 \| \| 3 \| IFK Lindesberg \| 18 \| 10 \| 2 \| 6 \| 103 \| – \| 75 \| +28 \| 22 \| \| 4 \| Avesta BK \| 18 \| 9 \| 1 \| 8 \| 81 \| – \| 78 \| +3 \| 19 \| \| 5 \| Skultuna IS \| 18 \| 8 \| 0 \| 10 \| 86 \| – \| 95 \| −9 \| 16 \| \| 6 \| Enköpings SK \| 18 \| 6 \| 3 \| 9 \| 63 \| – \| 92 \| −29 \| 15 \| \| 7 \| Guldsmedshytte SK \| 18 \| 5 \| 4 \| 9 \| 50 \| – \| 78 \| −28 \| 14 \| \| 8 \| IK Westmannia (O) \| 18 \| 6 \| 2 \| 10 \| 72 \| – \| 101 \| −29 \| 14 \| \| 9 \| Ludvika FFI \| 18 \| 4 \| 3 \| 11 \| 39 \| – \| 83 \| −44 \| 11 \| \| 10 \| Säters IF \| 18 \| 4 \| 2 \| 12 \| 61 \| – \| 102 \| −41 \| 10Nedrykning til Division III 1972-73 \| K: Kampe spillet, V: Vundne kampe, U: Uafgjorte kampe, T: Tabte kampe, Mf: Mål for, Mi: Mål imod, +/-: Måldifference, P: Point |                   |    |    |   |    |     |   |     |      |                                       |
| Nr | Hold              | K  | V  | U | T  | Mf  |   | Mi  | +/-  | P                                     |
| 1 | Västerås IK (N)   | 18 | 17 | 0 | 1  | 135 | – | 31  | +104 | 34Oprykningsspil                      |
| 2 | Fagersta AIK (N)  | 18 | 12 | 1 | 5  | 111 | – | 66  | +45  | 25                                    |
| 3 | IFK Lindesberg    | 18 | 10 | 2 | 6  | 103 | – | 75  | +28  | 22                                    |
| 4 | Avesta BK         | 18 | 9  | 1 | 8  | 81  | – | 78  | +3   | 19                                    |
| 5 | Skultuna IS       | 18 | 8  | 0 | 10 | 86  | – | 95  | −9   | 16                                    |
| 6 | Enköpings SK      | 18 | 6  | 3 | 9  | 63  | – | 92  | −29  | 15                                    |
| 7 | Guldsmedshytte SK | 18 | 5  | 4 | 9  | 50  | – | 78  | −28  | 14                                    |
| 8 | IK Westmannia (O) | 18 | 6  | 2 | 10 | 72  | – | 101 | −29  | 14                                    |
| 9 | Ludvika FFI       | 18 | 4  | 3 | 11 | 39  | – | 83  | −44  | 11                                    |
| 10 | Säters IF         | 18 | 4  | 2 | 12 | 61  | – | 102 | −41  | 10Nedrykning til Division III 1972-73 |

### Division II Vest B
| \| Nr \| Hold \| K \| V \| U \| T \| Mf \| \| Mi \| +/- \| P \| \| -- \| -------------------- \| -- \| -- \| - \| -- \| --- \| - \| -- \| --- \| ------------------------------------- \| \| 1 \| Grums IK \| 18 \| 14 \| 1 \| 3 \| 109 \| – \| 40 \| +69 \| 29Oprykningsspil \| \| 2 \| Tibro IK \| 18 \| 12 \| 1 \| 5 \| 77 \| – \| 58 \| +19 \| 25 \| \| 3 \| Forshaga IF \| 18 \| 10 \| 1 \| 7 \| 88 \| – \| 59 \| +29 \| 21 \| \| 4 \| FSR Mölndal (O) \| 18 \| 7 \| 3 \| 8 \| 69 \| – \| 69 \| 0 \| 17 \| \| 5 \| Deje IK \| 18 \| 8 \| 1 \| 9 \| 84 \| – \| 92 \| −8 \| 17 \| \| 6 \| Borås HC \| 18 \| 7 \| 3 \| 8 \| 75 \| – \| 83 \| −8 \| 17 \| \| 7 \| Mariestad BoIS (O) \| 18 \| 7 \| 3 \| 8 \| 51 \| – \| 80 \| −29 \| 17 \| \| 8 \| Skövde IK \| 18 \| 7 \| 1 \| 10 \| 77 \| – \| 84 \| −7 \| 15 \| \| 9 \| IFK Kristinehamn (O) \| 18 \| 6 \| 2 \| 10 \| 58 \| – \| 84 \| −26 \| 14Nedrykning til Division III 1972-73 \| \| 10 \| Vasa HC \| 18 \| 3 \| 2 \| 13 \| 55 \| – \| 94 \| −39 \| 8Nedrykning til Division III 1972-73 \| K: Kampe spillet, V: Vundne kampe, U: Uafgjorte kampe, T: Tabte kampe, Mf: Mål for, Mi: Mål imod, +/-: Måldifference, P: Point |                      |    |    |   |    |     |   |    |     |                                       |
| Nr | Hold                 | K  | V  | U | T  | Mf  |   | Mi | +/- | P                                     |
| 1 | Grums IK             | 18 | 14 | 1 | 3  | 109 | – | 40 | +69 | 29Oprykningsspil                      |
| 2 | Tibro IK             | 18 | 12 | 1 | 5  | 77  | – | 58 | +19 | 25                                    |
| 3 | Forshaga IF          | 18 | 10 | 1 | 7  | 88  | – | 59 | +29 | 21                                    |
| 4 | FSR Mölndal (O)      | 18 | 7  | 3 | 8  | 69  | – | 69 | 0   | 17                                    |
| 5 | Deje IK              | 18 | 8  | 1 | 9  | 84  | – | 92 | −8  | 17                                    |
| 6 | Borås HC             | 18 | 7  | 3 | 8  | 75  | – | 83 | −8  | 17                                    |
| 7 | Mariestad BoIS (O)   | 18 | 7  | 3 | 8  | 51  | – | 80 | −29 | 17                                    |
| 8 | Skövde IK            | 18 | 7  | 1 | 10 | 77  | – | 84 | −7  | 15                                    |
| 9 | IFK Kristinehamn (O) | 18 | 6  | 2 | 10 | 58  | – | 84 | −26 | 14Nedrykning til Division III 1972-73 |
| 10 | Vasa HC              | 18 | 3  | 2 | 13 | 55  | – | 94 | −39 | 8Nedrykning til Division III 1972-73  |

#### Kampe
| Hjemmehold       | Udehold | Udehold | Udehold  | Udehold | Udehold | Udehold | Udehold  | Udehold | Udehold | Udehold |
| Hjemmehold       | Grums   | Tibro   | Forshaga | Mölndal | Deje    | Borås   | Mariest. | Skövde  | Krist.  | Vasa    |
| ---------------- | ------- | ------- | -------- | ------- | ------- | ------- | -------- | ------- | ------- | ------- |
| Grums IK         |         | 10–2    | 5–5      | 6–2     | 12–4    | 13–1    | 8–1      | 7–2     | 6–1     | 3–0     |
| Tibro IK         | 4–1     |         | 3–2      | 7–5     | 5–5     | 1–5     | 5–0      | 2–1     | 6–2     | 4–6     |
| Forshaga IF      | 1–4     | 3–5     |          | 2–3     | 6–2     | 8–3     | 1–3      | 5–2     | 8–1     | 9–6     |
| FSR Mölndal      | 2–4     | 1–3     | 8–0      |         | 2–7     | 4–4     | 4–5      | 3–6     | 6–1     | 4–2     |
| Deje IK          | 2–9     | 3–5     | 4–7      | 3–8     |         | 6–2     | 7–1      | 6–4     | 1–2     | 4–3     |
| Borås HC         | 3–2     | 2–3     | 5–4      | 2–2     | 5–9     |         | 7–3      | 3–3     | 7–0     | 5–2     |
| Mariestad BoIS   | 3–7     | 4–3     | 3–5      | 6–5     | 4–2     | 4–2     |          | 3–12    | 2–2     | 1–1     |
| Skövde IK        | 3–1     | 1–8     | 2–7      | 4–9     | 6–7     | 6–3     | 4–5      |         | 6–3     | 7–0     |
| IFK Kristinehamn | 2–3     | 4–8     | 2–3      | 3–3     | 7–5     | 11–7    | 2–0      | 8–4     |         | 2–5     |
| Vasa HC          | 2–8     | 3–2     | 4–11     | 4–5     | 4–7     | 3–10    | 3–3      | 3–4     | 4–5     |         |

| Borås HC         | FSR Mölndal      | 2–2     |
| Vasa HC          | Forshaga IF      | 114–110 |
| Grums IK         | Tibro IK         | 10–21   |
| Skövde IK        | Mariestad BoIS   | 4–5     |
| Deje IK          | IFK Kristinehamn | 1–2     |
| FSR Mölndal      | Deje IK          | 2–7     |
| IFK Kristinehamn | Skövde IK        | 8–4     |
| Mariestad BoIS   | Grums IK         | 3–7     |
| Tibro IK         | Vasa HC          | 4–6     |
| Forshaga IF      | Borås HC         | 8–3     |
| Borås HC         | Tibro IK         | 2–3     |
| Vasa HC          | Mariestad BoIS   | 3–3     |
| Grums IK         | IFK Kristinehamn | 6–1     |
| Skövde IK        | Deje IK          | 6–7     |
| Forshaga IF      | FSR Mölndal      | 2–3     |
| IFK Kristinehamn | Vasa HC          | 2–5     |
| Deje IK          | Grums IK         | 2–9     |
| Mariestad BoIS   | Borås HC         | 4–2     |
| Tibro IK         | Forshaga IF      | 3–2     |
| FSR Mölndal      | Skövde IK        | 3–6     |
| Borås HC         | IFK Kristinehamn | 7–0     |
| Vasa HC          | FSR Mölndal      | 4–5     |
| Grums IK         | Skövde IK        | 7–2     |
| Tibro IK         | Deje IK          | 5–5     |
| Forshaga IF      | Mariestad BoIS   | 1–3     |
| Deje IK          | Borås HC         | 6–2     |
| FSR Mölndal      | Grums IK         | 2–4     |
| Skövde IK        | Vasa HC          | 7–0     |
| IFK Kristinehamn | Forshaga IF      | 2–3     |
| Mariestad BoIS   | Tibro IK         | 4–3     |
| Borås HC         | Skövde IK        | 3–3     |
| Vasa HC          | Grums IK         | 2–8     |
| Mariestad BoIS   | FSR Mölndal      | 6–5     |
| Tibro IK         | IFK Kristinehamn | 6–2     |
| Forshaga IF      | Deje IK          | 6–2     |
| Grums IK         | Borås HC         | 13–10   |
| Skövde IK        | Forshaga IF      | 2–7     |
| Deje IK          | Vasa HC          | 4–3     |
| IFK Kristinehamn | Mariestad BoIS   | 2–0     |
| FSR Mölndal      | Tibro IK         | 1–3     |
| Borås HC         | Vasa HC          | 5–2     |
| IFK Kristinehamn | FSR Mölndal      | 3–3     |
| Mariestad BoIS   | Deje IK          | 4–2     |
| Tibro IK         | Skövde IK        | 2–1     |
| Forshaga IF      | Grums IK         | 1–4     |
| Vasa HC          | Borås HC         | 13–10   |
| Grums IK         | Forshaga IF      | 5–5     |
| Skövde IK        | Tibro IK         | 1–8     |
| Deje IK          | Mariestad BoIS   | 7–1     |
| FSR Mölndal      | IFK Kristinehamn | 6–1     |
| Borås HC         | Grums IK         | 3–2     |
| Vasa HC          | Deje IK          | 4–7     |
| Mariestad BoIS   | IFK Kristinehamn | 2–2     |
| Tibro IK         | FSR Mölndal      | 7–5     |
| Forshaga IF      | Skövde IK        | 5–2     |
| Grums IK         | Vasa HC          | 3–0     |
| Skövde IK        | Borås HC         | 6–3     |
| Deje IK          | Forshaga IF      | 4–7     |
| IFK Kristinehamn | Tibro IK         | 4–8     |
| FSR Mölndal      | Mariestad BoIS   | 4–5     |
| Borås HC         | Deje IK          | 5–9     |
| Vasa HC          | Skövde IK        | 3–4     |
| Grums IK         | FSR Mölndal      | 6–2     |
| Tibro IK         | Mariestad BoIS   | 5–0     |
| Forshaga IF      | IFK Kristinehamn | 8–1     |
| Skövde IK        | Grums IK         | 3–1     |
| Deje IK          | Tibro IK         | 3–5     |
| IFK Kristinehamn | Borås HC         | 011–711 |
| Mariestad BoIS   | Forshaga IF      | 3–5     |
| FSR Mölndal      | Vasa HC          | 4–2     |
| Borås HC         | Mariestad BoIS   | 7–3     |
| Vasa HC          | IFK Kristinehamn | 4–5     |
| Grums IK         | Deje IK          | 12–41   |
| Skövde IK        | FSR Mölndal      | 4–9     |
| Forshaga IF      | Tibro IK         | 3–5     |
| Deje IK          | Skövde IK        | 6–4     |
| IFK Kristinehamn | Grums IK         | 2–3     |
| Mariestad BoIS   | Vasa HC          | 1–1     |
| Tibro IK         | Borås HC         | 1–5     |
| FSR Mölndal      | Forshaga IF      | 8–0     |
| Borås HC         | Forshaga IF      | 5–4     |
| Vasa HC          | Tibro IK         | 3–2     |
| Grums IK         | Mariestad BoIS   | 8–1     |
| Skövde IK        | IFK Kristinehamn | 6–3     |
| Deje IK          | FSR Mölndal      | 3–8     |
| IFK Kristinehamn | Deje IK          | 7–5     |
| Mariestad BoIS   | Skövde IK        | 13–12   |
| Tibro IK         | Grums IK         | 4–1     |
| Forshaga IF      | Vasa HC          | 9–6     |
| FSR Mölndal      | Borås HC         | 4–4     |

### Division II Syd A
| \| Nr \| Hold \| K \| V \| U \| T \| Mf \| \| Mi \| +/- \| P \| \| -- \| ----------------- \| -- \| -- \| - \| -- \| --- \| - \| --- \| --- \| ------------------------------------- \| \| 1 \| IK IFK/IKS \| 18 \| 14 \| 2 \| 2 \| 108 \| – \| 46 \| +62 \| 30Oprykningsspil \| \| 2 \| Örebro SK \| 18 \| 13 \| 3 \| 2 \| 106 \| – \| 53 \| +53 \| 29 \| \| 3 \| Vimmerby IF \| 18 \| 11 \| 1 \| 6 \| 86 \| – \| 72 \| +14 \| 23 \| \| 4 \| Nyköpings BIS \| 18 \| 8 \| 4 \| 6 \| 74 \| – \| 72 \| +2 \| 20 \| \| 5 \| Boro/Landsbro IF \| 18 \| 10 \| 0 \| 8 \| 76 \| – \| 84 \| −8 \| 20 \| \| 6 \| BK Kenty \| 18 \| 6 \| 3 \| 9 \| 56 \| – \| 63 \| −7 \| 15 \| \| 7 \| HV71 (O) \| 18 \| 6 \| 2 \| 10 \| 82 \| – \| 101 \| −19 \| 14 \| \| 8 \| Tranås AIF \| 18 \| 6 \| 2 \| 10 \| 57 \| – \| 78 \| −21 \| 14 \| \| 9 \| GoIF Linden \| 18 \| 5 \| 0 \| 13 \| 66 \| – \| 92 \| −26 \| 10Nedrykning til Division III 1972-73 \| \| 10 \| Västerviks IK (O) \| 18 \| 2 \| 1 \| 15 \| 55 \| – \| 105 \| −50 \| 5Nedrykning til Division III 1972-73 \| K: Kampe spillet, V: Vundne kampe, U: Uafgjorte kampe, T: Tabte kampe, Mf: Mål for, Mi: Mål imod, +/-: Måldifference, P: Point |                   |    |    |   |    |     |   |     |     |                                       |
| Nr | Hold              | K  | V  | U | T  | Mf  |   | Mi  | +/- | P                                     |
| 1 | IK IFK/IKS        | 18 | 14 | 2 | 2  | 108 | – | 46  | +62 | 30Oprykningsspil                      |
| 2 | Örebro SK         | 18 | 13 | 3 | 2  | 106 | – | 53  | +53 | 29                                    |
| 3 | Vimmerby IF       | 18 | 11 | 1 | 6  | 86  | – | 72  | +14 | 23                                    |
| 4 | Nyköpings BIS     | 18 | 8  | 4 | 6  | 74  | – | 72  | +2  | 20                                    |
| 5 | Boro/Landsbro IF  | 18 | 10 | 0 | 8  | 76  | – | 84  | −8  | 20                                    |
| 6 | BK Kenty          | 18 | 6  | 3 | 9  | 56  | – | 63  | −7  | 15                                    |
| 7 | HV71 (O)          | 18 | 6  | 2 | 10 | 82  | – | 101 | −19 | 14                                    |
| 8 | Tranås AIF        | 18 | 6  | 2 | 10 | 57  | – | 78  | −21 | 14                                    |
| 9 | GoIF Linden       | 18 | 5  | 0 | 13 | 66  | – | 92  | −26 | 10Nedrykning til Division III 1972-73 |
| 10 | Västerviks IK (O) | 18 | 2  | 1 | 15 | 55  | – | 105 | −50 | 5Nedrykning til Division III 1972-73  |

### Division II Syd B
| \| Nr \| Hold \| K \| V \| U \| T \| Mf \| \| Mi \| +/- \| P \| \| -- \| ------------------- \| -- \| -- \| - \| -- \| --- \| - \| --- \| --- \| ------------------------------------ \| \| 1 \| Nybro IF \| 18 \| 16 \| 2 \| 0 \| 100 \| – \| 40 \| +60 \| 34Oprykningsspil \| \| 2 \| Gislaveds SK \| 18 \| 11 \| 2 \| 5 \| 99 \| – \| 64 \| +35 \| 24 \| \| 3 \| Växjö HC \| 18 \| 11 \| 2 \| 5 \| 88 \| – \| 57 \| +31 \| 24 \| \| 4 \| Halmstads HK \| 18 \| 11 \| 0 \| 7 \| 99 \| – \| 67 \| +32 \| 22 \| \| 5 \| Malmö FF \| 18 \| 9 \| 1 \| 8 \| 85 \| – \| 87 \| −2 \| 19 \| \| 6 \| IF Troja \| 18 \| 9 \| 0 \| 9 \| 85 \| – \| 96 \| −11 \| 18 \| \| 7 \| IK Skäret (O) \| 18 \| 7 \| 0 \| 11 \| 50 \| – \| 82 \| −32 \| 14 \| \| 8 \| Skillingaryds IS \| 18 \| 5 \| 2 \| 11 \| 52 \| – \| 71 \| −19 \| 12 \| \| 9 \| Tyringe SoSS \| 18 \| 3 \| 1 \| 14 \| 47 \| – \| 90 \| −43 \| 7Nedrykning til Division III 1972-73 \| \| 10 \| Oskarshamns AIK (O) \| 18 \| 2 \| 2 \| 14 \| 46 \| – \| 110 \| −64 \| 6Nedrykning til Division III 1972-73 \| K: Kampe spillet, V: Vundne kampe, U: Uafgjorte kampe, T: Tabte kampe, Mf: Mål for, Mi: Mål imod, +/-: Måldifference, P: Point |                     |    |    |   |    |     |   |     |     |                                      |
| Nr | Hold                | K  | V  | U | T  | Mf  |   | Mi  | +/- | P                                    |
| 1 | Nybro IF            | 18 | 16 | 2 | 0  | 100 | – | 40  | +60 | 34Oprykningsspil                     |
| 2 | Gislaveds SK        | 18 | 11 | 2 | 5  | 99  | – | 64  | +35 | 24                                   |
| 3 | Växjö HC            | 18 | 11 | 2 | 5  | 88  | – | 57  | +31 | 24                                   |
| 4 | Halmstads HK        | 18 | 11 | 0 | 7  | 99  | – | 67  | +32 | 22                                   |
| 5 | Malmö FF            | 18 | 9  | 1 | 8  | 85  | – | 87  | −2  | 19                                   |
| 6 | IF Troja            | 18 | 9  | 0 | 9  | 85  | – | 96  | −11 | 18                                   |
| 7 | IK Skäret (O)       | 18 | 7  | 0 | 11 | 50  | – | 82  | −32 | 14                                   |
| 8 | Skillingaryds IS    | 18 | 5  | 2 | 11 | 52  | – | 71  | −19 | 12                                   |
| 9 | Tyringe SoSS        | 18 | 3  | 1 | 14 | 47  | – | 90  | −43 | 7Nedrykning til Division III 1972-73 |
| 10 | Oskarshamns AIK (O) | 18 | 2  | 2 | 14 | 46  | – | 110 | −64 | 6Nedrykning til Division III 1972-73 |

## Kvalifikation til Division I
I kvalifikationen til Division I spillede de otte puljevindere sammen med to hold fra Division I, MoDo AIK og Mora IK, om fire pladser til den følgende sæson i Division I. De ti hold blev inddelt i to puljer med fem hold i hver, og i hver pulje spillede holdene om to pladser i Division I. Det var første gang, at to hold fra Division I deltog i oprykningsspillet, og samtidig var det første gang siden 1943, at Division II-holdene kun var garanteret mindst to oprykningspladser.
De to kvalifikationspuljer blev vundet af Division II-holdene Skellefteå AIK og Västerås IK, som dermed rykkede op i Division I. Holdene havde forinden havde vundet Division II Nord A hhv. Division II Vest A. Division I-holdene MoDo AIK og Mora IK sikrede sig endnu en sæson i Division I ved at slutte på andenpladserne i de to kvalifikationspuljer.

### Nord
Kvalifikationen til Division I Nord havde deltagelse af vinderne af Division II-puljerne i regionerne Nord og Øst, samt MoDo AIK, der var blevet nr. 3 i Nedrykningsserie Nord i Division I. Holdene spillede om to pladser i Division I, og turneringen skulle egentlig have været afviklet som en dobbeltturnering alle-mod-alle med otte kampe til hvert hold, men den blev afbrudt før tid, eftersom de to oprykkere allerede var fundet, da holdene havde spillet fem eller seks kampe.
| \| Nr \| Hold \| K \| V \| U \| T \| Mf \| \| Mi \| +/- \| P \| \| -- \| -------------- \| - \| - \| - \| - \| -- \| - \| -- \| --- \| ---------------------------------- \| \| 1 \| Skellefteå AIK \| 6 \| 6 \| 0 \| 0 \| 37 \| – \| 16 \| +21 \| 12Oprykning til Division I 1972-73 \| \| 2 \| MoDo AIK \| 6 \| 5 \| 0 \| 1 \| 35 \| – \| 16 \| +19 \| 10Oprykning til Division I 1972-73 \| \| 3 \| Tegs SK \| 6 \| 2 \| 0 \| 4 \| 19 \| – \| 24 \| −5 \| 4 \| \| 4 \| Strömsbro IF \| 5 \| 1 \| 0 \| 4 \| 22 \| – \| 31 \| −9 \| 2 \| \| 5 \| Almtuna IS \| 5 \| 0 \| 0 \| 5 \| 13 \| – \| 39 \| −26 \| 0 \| K: Kampe spillet, V: Vundne kampe, U: Uafgjorte kampe, T: Tabte kampe, Mf: Mål for, Mi: Mål imod, +/-: Måldifference, P: Point |                |   |   |   |   |    |   |    |     |                                    |
| Nr | Hold           | K | V | U | T | Mf |   | Mi | +/- | P                                  |
| 1 | Skellefteå AIK | 6 | 6 | 0 | 0 | 37 | – | 16 | +21 | 12Oprykning til Division I 1972-73 |
| 2 | MoDo AIK       | 6 | 5 | 0 | 1 | 35 | – | 16 | +19 | 10Oprykning til Division I 1972-73 |
| 3 | Tegs SK        | 6 | 2 | 0 | 4 | 19 | – | 24 | −5  | 4                                  |
| 4 | Strömsbro IF   | 5 | 1 | 0 | 4 | 22 | – | 31 | −9  | 2                                  |
| 5 | Almtuna IS     | 5 | 0 | 0 | 5 | 13 | – | 39 | −26 | 0                                  |

| Kampprogram | Kampprogram    | Kampprogram    | Kampprogram | Kampprogram   |
| Dato        | Hjemmehold     | Udehold        | Resultat    | Perioder      |
| ----------- | -------------- | -------------- | ----------- | ------------- |
| 24. februar | Almtuna IS     | Skellefteå AIK | 3–6         | 2-1, 0-2, 1-3 |
| 24. februar | Tegs SK        | Strömsbro IF   | 3–2         | 1-1, 1-1, 1-0 |
| 27. februar | Strömsbro IF   | Almtuna IS     | 12–21       | 2-0, 5-0, 5-2 |
| 27. februar | Skellefteå AIK | MoDo AIK       | 5–1         | 0-0, 3-0, 2-1 |
| 29. februar | MoDo AIK       | Strömsbro IF   | 10–21       | 2-0, 0-2, 8-0 |
| 29. februar | Almtuna IS     | Tegs SK        | 3–6         | 0-2, 1-3, 2-1 |
| 2. marts    | Tegs SK        | MoDo AIK       | 2–3         | 0-0, 2-1, 0-2 |
| 2. marts    | Strömsbro IF   | Skellefteå AIK | 3–6         | 1-0, 1-3, 1-3 |
| 5. marts    | MoDo AIK       | Almtuna IS     | 8–1         | 1-1, 3-0, 4-0 |
| 5. marts    | Skellefteå AIK | Tegs SK        | 3–2         | 0-0, 2-0, 1-2 |
| 9. marts    | Almtuna IS     | MoDo AIK       | 4–7         | 0-4, 3-2, 1-1 |
| 9. marts    | Tegs SK        | Skellefteå AIK | 4–7         | 0-4, 3-2, 1-1 |
| 12. marts   | MoDo AIK       | Tegs SK        | 6–2         | 4-0, 1-0, 1-2 |
| 12. marts   | Skellefteå AIK | Strömsbro IF   | 10–31       | 2-0, 4-1, 4-2 |

### Syd
Kvalifikationen til Division I Syd havde deltagelse af vinderne af Division II-puljerne i regionerne Vest og Syd, samt Mora IK, der var blevet nr. 3 i Nedrykningsserie Syd i Division I. Holdene spillede om to pladser i Division I, og turneringen blev afviklet som en dobbeltturnering alle-mod-alle.
| \| Nr \| Hold \| K \| V \| U \| T \| Mf \| \| Mi \| +/- \| P \| \| -- \| ----------- \| - \| - \| - \| - \| -- \| - \| -- \| --- \| ---------------------------------- \| \| 1 \| Västerås IK \| 8 \| 6 \| 1 \| 1 \| 42 \| – \| 21 \| +21 \| 13Oprykning til Division I 1972-73 \| \| 2 \| Mora IK \| 8 \| 6 \| 0 \| 2 \| 45 \| – \| 27 \| +18 \| 12Oprykning til Division I 1972-73 \| \| 3 \| Nybro IF \| 7 \| 3 \| 1 \| 3 \| 25 \| – \| 17 \| +8 \| 7 \| \| 4 \| IK IFK/IKS \| 8 \| 2 \| 0 \| 6 \| 33 \| – \| 55 \| −22 \| 4 \| \| 5 \| Grums IK \| 7 \| 1 \| 0 \| 6 \| 20 \| – \| 45 \| −25 \| 2 \| K: Kampe spillet, V: Vundne kampe, U: Uafgjorte kampe, T: Tabte kampe, Mf: Mål for, Mi: Mål imod, +/-: Måldifference, P: Point |             |   |   |   |   |    |   |    |     |                                    |
| Nr | Hold        | K | V | U | T | Mf |   | Mi | +/- | P                                  |
| 1 | Västerås IK | 8 | 6 | 1 | 1 | 42 | – | 21 | +21 | 13Oprykning til Division I 1972-73 |
| 2 | Mora IK     | 8 | 6 | 0 | 2 | 45 | – | 27 | +18 | 12Oprykning til Division I 1972-73 |
| 3 | Nybro IF    | 7 | 3 | 1 | 3 | 25 | – | 17 | +8  | 7                                  |
| 4 | IK IFK/IKS  | 8 | 2 | 0 | 6 | 33 | – | 55 | −22 | 4                                  |
| 5 | Grums IK    | 7 | 1 | 0 | 6 | 20 | – | 45 | −25 | 2                                  |

| Kampprogram   | Kampprogram | Kampprogram | Kampprogram  | Kampprogram   |
| Dato          | Hjemmehold  | Udehold     | Resultat     | Perioder      |
| ------------- | ----------- | ----------- | ------------ | ------------- |
| 24. februar   | Grums IK    | Nybro IF    | 1–5          | 1-1, 0-3, 0-1 |
| 24. februar   | IK IFK/IKS  | Västerås IK | 2–5          | 1-3, 1-1, 0-1 |
| 27. februar   | Västerås IK | Grums IK    | 5–1          | 2-1, 0-0, 3-0 |
| 27. februar   | Nybro IF    | Mora IK     | 5–2          | 2-0, 2-0, 1-2 |
| 29. februar   | Mora IK     | Västerås IK | 8–2          | 0-1, 4-0, 4-1 |
| 29. februar   | Grums IK    | IK IFK/IKS  | 5–3          | 1-0, 3-2, 1-1 |
| 2. marts      | IK IFK/IKS  | Mora IK     | 5–8          | 3-2, 0-3, 2-3 |
| 2. marts      | Västerås IK | Nybro IF    | 1–0          | 0-0, 1-0, 0-0 |
| 4. - 5. marts | Mora IK     | Grums IK    | 7–2          | 3-0, 2-1, 2-1 |
| 4. - 5. marts | Nybro IF    | IK IFK/IKS  | 9–3          | 2-1, 1-1, 6-1 |
| 9. marts      | Grums IK    | Mora IK     | 3–6          | 1-1, 2-2, 0-3 |
| 9. marts      | IK IFK/IKS  | Nybro IF    | 4–2          | 2-1, 1-0, 1-1 |
| 12. marts     | Mora IK     | IK IFK/IKS  | 10–31        | 3-0, 4-0, 3-3 |
| 12. marts     | Nybro IF    | Västerås IK | 2–2          | 0-0, 1-1, 1-1 |
| 16. marts     | Västerås IK | Mora IK     | 5–0          | 2-0, 1-0, 2-0 |
| 16. marts     | IK IFK/IKS  | Grums IK    | 8–5          | 3-1, 4-1, 1-3 |
| 19. marts     | Grums IK    | Västerås IK | 113–110      | 3-1, 0-4, 0-6 |
| 19. marts     | Mora IK     | Nybro IF    | 4–2          | 1-0, 2-0, 1-2 |
| 23. marts     | Västerås IK | IK IFK/IKS  | 011–511      | 5-0, 4-1, 2-4 |
| 23. marts     | Nybro IF    | Grums IK    | Ikke spillet | Ikke spillet  |